# Учи.ру
Учи.ру — платна освітня онлайн-платформа, заснована у 2012 році. До кінця 2020 року загальна кількість користувачів платформи в Росії і за її межами склала близько 8 млн учнів і понад 350 000 вчителів.
Крім Росії, сервіс працює в США, Канаді, Китаї, Індії, ПАР, Бразилії, В'єтнамі та Індонезії. Усі освітні курси та олімпіади Учи.ру відповідають ФГОС і ПООП  .

## Історія
Проект започаткували випускники МФТІ — Іван Коломоєць і Євген Мілютін.
У грудні 2012 року сервіс Учи.ру став резидентом Фонду «Сколково».
У 2014 році, коли платформа була доопрацьована та протестована, відбувся запуск першого курсу математики для початкових класів. У цьому ж році сервіс запрацював у США під назвою Happy Numbers  .
У 2015 році кількість учнів, що займаються на платформі, досягла 500 тисяч. Тоді ж на Учи.ру з'явилися онлайн-олімпіади з різних предметів .
У 2016 році Учи.ру отримав статус лідерського проекту Агентства стратегічних ініціатив у сфері освіти.
У грудні 2016 року сервіс отримав премію Державного інституту російської мови ім. О. С. Пушкіна за внесок у просування російської мови.
У 2017 році Учи.ру почав свою роботу в Китаї, ПАР, Індії та Бразилії (під брендом Dragonlearn). Для учнів із цих країн, а також Росії, було розроблено міжнародну олімпіаду BRICSMATH.COM.
У 2018 році з ініціативи батьків учнів на сервісі з'явився курс програмування. Фінансування курсу було забезпечено за допомогою краудфандінг-кампанії  .
У 2019 році Учи.ру вийшла на ринок Індонезії та В'єтнаму .
У цьому ж році відбулася ІІІ онлайн-олімпіада з математики BRICSMATH.COM. Учасниками стали близько 2 млн школярів із п'яти країн БРІКС. 2019 року олімпіада BRICSMATH.COM була включена до Декларації XI саміту БРІКС у м. Київ Бразиліа .
У вересні 2019 року Учи.ру в співпраці з регіональними міністерствами освіти розпочав реалізацію проекту «Цифрова школа». У рамках проекту в навчальних закладах проводяться заняття з математики з використанням платформи Учи.ру, застосовуються інноваційні моделі змішаного навчання. Проект реалізується в Саратовській, Тамбовській, Білгородській, Костромській, Липецькій, Кемеровській області, Чувашії, Комі, а також Пермському і Приморському краї  .
У березні 2020 року на міжнародному форумі з кібербезпеки Cyber Security Day 2020 РОЦИТ та Учи.ру оголосили про запуск онлайн-курсу для вчителів з підвищення цифрової грамотності. Курс складається з 11 лекцій, теми яких – загальні поняття, кібербезпека, поведінка в інтернеті, користування онлайн-сервісами, сучасні технології тощо.
Навесні 2020 року у зв'язку з пандемією коронавірусу та переведенням школярів на дистанційне навчання, Учи.ру розширила безкоштовний доступ до всіх ресурсів платформи для шкіл і вчителів та запустила низку нових безкоштовних сервісів. Наприклад, сервіс для проведення індивідуальних і групових відео-уроків «Віртуальний клас» . Також для учнів 1-8 класів стали проводитися онлайн-уроки з різних предметів, для учнів 9 класу - експрес-курс з підготовки до ОДЕ з математики, для викладачів і директорів шкіл — вебінари про організацію дистанційного навчання .
З моменту введення карантину до початку квітня активність на ресурсі зросла в 6 разів, кількість унікальних користувачів на день перевищила 3 млн осіб. Згідно з дослідженням, проведеним НДУ ВШЕ, в якому взяли участь 22 600 вчителів Росії, Учи.ру став найпопулярнішим освітнім онлайн-сервісом у період дистанційного навчання.
У квітні 2020 р. Мінкомзв'язку РФ включив Учи.ру в перелік соціально значущих сайтів та онлайн-сервісів, створений з метою «інформаційної підтримки громадян в умовах поширення нової коронавірусної інфекції».
Наприкінці 2020 року, Mail.Ru Group придбав 25% акцій «Учи.ру» за 3,75 млрд руб.

## Можливості сервісу
Платформа Учи.ру включає онлайн-курси зі шкільних предметів, а також позашкільні курси - «Встигну все!» та курс програмування  .
| Предмети            | Класи      |
| ------------------- | ---------- |
| Алгебра             | 7-11 класи |
| Англійська мова     | 1-11 класи |
| Біологія            | 5-6 класи  |
| Географія           | 5-7 класи  |
| Історія             | 5 клас     |
| Математика          | 1-11 клас  |
| Суспільствознавство | 5 клас     |
| Навколишній світ    | 1-4 клас   |
| Програмування       | 1-4 клас   |
| Російська мова      | 1-9 клас   |
| Фізика              | 7 клас     |
| Хімія               | 8 клас     |

Зареєструватися в системі можуть вчителі та батьки, після чого зареєструвати учнів.
- Вчителі, зареєструвавшись на сайті, можуть додати учнів свого класу і роздати їм логіни та паролі для входу на платформу.
- Батьки можуть зареєструвати себе та свою дитину самостійно або, отримавши код від вчителя.

В особистому кабінеті доступна інформація про проходження дитиною курсів, її успішність. Крім основної безкоштовної програми, є платна «повна версія», яка включає предмети, що розвивають ігри, курс з програмування, відкриває доступ до завдань минулих олімпіад, а також до «таємної лабораторії» — розділу із завданнями підвищеної складності.

### Олімпіади
В олімпіаді «Російська з Пушкіним», проведеній у жовтні 2016 року спільно з Державним інститутом російської мови ім. О. С. Пушкіна, взяли участь понад 500 тис. учнів початкової школи.
У грудні 2019 року розпочався перший тур третьої Всеросійської метапредметної олімпіади «Ближче до Далекого», організованої Далекосхідним федеральним університетом спільно з Агентством розвитку людського капіталу на Далекому Сході та онлайн-платформою Учи.ру.
У 2019 році втретє було проведено всеросійську олімпіаду «Юний Підприємець», в якій взяли участь близько 1 млн російських школярів.
У січні 2020 року стало відомо, що вищі навчальні заклади з 9 регіонів Росії нададуть бонуси (додаткові бали, підвищену стипендію або знижки на навчання) фіналістам математичної олімпіади, проведеної на платформі Учи.ру за підтримки Агентства стратегічних ініціатив.
В онлайн-олімпіаді з програмування, яка була проведена на платформі в січні 2020 року, взяли участь понад півмільйона учнів 1—11 класів.

## Показники діяльності
У першому півріччі 2019/20 навчального року кількість зареєстрованих учнів досягла 3,6 млн, батьків – 2 млн, вчителів – 220 тис.. Платформою користуються 28 тисяч російських шкіл. На початок квітня 2020 число учнів досягло 7 млн .
У 2019 році кількість співробітників компанії становила 400 осіб.

## Нагороди та рейтинги
У липні 2017 року в рамках Московського урбанформу (MUF) відбулося вручення премій MUF'17 Community Awards. Проект Учи.ру був визнаний найкращим у номінації «Науково-освітні ініціативи».
За підсумками 2018 року Учи.ру зайняв сьоме місце в рейтингу найбільших EdTech-компаній Росії за версією РБК.
На Міжнародній конференції з нових освітніх технологій EdCrunch Учи.ру посіла 2-ге місце Міжнародному конкурсі технологічних продуктів в освіті Edcrunch Award Product-2019 у номінації «Найкращий технологічний продукт в освітній сфері для споживача» .
У квітні 2020 року Учі.ру увійшов до топ-10 освітніх сайтів світу згідно з рейтингом SimilarWeb.
У березні 2020 року на конференції EdTech Review (Індія) проект BRICSMATH.COM став переможцем у категорії Math Solution of the Year.

## Дослідження
- У травні 2019 року було представлено результати дослідження, проведеного Міністерством освіти та науки Чечні спільно з платформою «Учи.ру». У ході дослідження 1600 учнів протягом двох місяців вивчали математику в змішаному форматі – у школі з учителем та виконуючи завдання на онлайн-сервісі. Результати показали, що темп приросту знань за такого формату навчання збільшується в середньому вдвічі[40].
- У жовтні 2019 року «Учи.ру» провів дослідження «Цифрові технології для вчителя», в якому брало участь 2700 російських педагогів. Вчителі відповіли на питання щодо використання соцмереж та месенджерів, гаджетів та інших цифрових пристроїв у рамках навчального процесу. Результати показали, що 98 % вчителів використовують цифрове обладнання, а цифрові технології можуть звільнити педагогу від 5 до 10 повних робочих днів на рік [41].
- У січні 2020 року були опубліковані результати опитування, проведеного серед 2 млн учасників міжнародної олімпіади з математики BRICSMATH.COM. Згідно з опитуванням, улюбленим предметом у російських учнів є математика, далі йдуть образотворче мистецтво, російська та іноземна мови та інформатика [42].